# The Cost of Art
The Cost of Art je čtvrtá epizoda amerického muzikálového televizního seriálu Smash. Epizoda se poprvé vysílala 27. února 2012 na televizní stanici NBC.

## Děj epizody
Když Derek (Jack Davenport) uspořádá party pro mladou teenagerovskou hvězdu Lyla Westa (Nick Jonas), Eileen (Anjelica Huston) v něm vidí příležitost vyzkoušet novou strategii pro získávání finančních prostředků. Karen (Katharine McPhee) se učí, jak zvýšit své šance k úspěchu na broadwayských prknech a Tom (Christian Borle) jde na speciální první rande.

## Seznam písní
- "The 20th Century Fox Mambo"
- "History is Made at Night"
- "Haven't Met You Yet"
- "I Never Met a Wolf Who Didn't Love to Howl"
- "Rumour Has It"

## Natáčení
11. října 2011 bylo oznámeno, že v seriálu bude hostovat Nick Jonas. Jeho postava Lyle West je popisována jako "přitažlivá seriálová hvězda, která svou kariéru začínala jako dětský herec na Broadwayi ve hře, kterou napsal Tom (Christian Borle) a režíroval Derek (Jack Davenport)." Bylo také oznámeno, že si Jonas v této epizodě zazpívá.
V epizodě se objevily dvě coververze a dvě původní písně. Katharine McPhee zpívá "Rumour Has It" od Adele a Nick Jonas zpívá píseň "Haven't Met You Yet", kterou v originále zpívá Michael Bublé. Dvě původní písně z muzikálu Marylin, které se v epizodě objevily, byly "History is Made at Night" v podání Megan Hilty, Willa Chase a sboru muzikálu a "I Never Met a Wolf Who Didn't Love to Howl", kterou nazpívala opět Hilty. Také byly ve zkouškových scénách slyšet úryvky písní "The 20th Century Fox Mambo" z epizody "The Callback" a "Let's Be Bad" z nadcházející stejnojmenné epizody. 27. února byly jako singly vydány pouze "Haven't Met You Yet" a "I Never Met a Wolf Who Didn't Love to Howl".

## Ohlasy

### Sledovanost
Rating této epizody byl stejný jako v předchozí epizodě (2,3), ale sledovanost se zvýšila z 6,5 milionů divaků na 6,6 milionů amerických diváků v den vysílání.

### Ohlas u kritiků
Epizoda získala pozitivní reakce u kritiků. Robert Bianco z USA Today ji nazval "nejlepší epizodou seriálu od pilotního dílu". Maddie Furlong z The Huffington Post řekla, že epizoda obsahovala "správné množství dynamiky". Damian Holbrook z TV Guide zvláště chválil Kareninu dějovou linii.